# Tony Tchani
Tony Tchani (Bafang, 13 aprile 1989) è un ex calciatore camerunese con cittadinanza statunitense, di ruolo centrocampista.

## Carriera

### Club
Cresciuto nelle file degli Hampton Roads Piranhas e dei Virginia Cavaliers, nel gennaio 2010 è passato ai New York Red Bulls. Nell'aprile 2011 è passato al Toronto FC. Il 15 luglio 2011 si è trasferito al Columbus Crew, nell'ambito dello scambio che ha portato Andy Iro e Léandre Griffit nel club canadese. Ha militato nelle file del Columbus Crew per cinque stagioni e mezzo, totalizzando 144 presenze e 4 reti. Il 30 marzo 2017 è passato al Vancouver Whitecaps. Dopo una stagione in cui ha totalizzato 30 presenze e 4 reti, il 28 febbraio 2018 è passato agli Chicago Fire. Il 9 agosto 2018 ha risolto il proprio contratto. Rimasto svincolato, il 7 agosto 2019 è stato ingaggiato dai canadesi del FC Edmonton. Al termine della stagione è rimasto svincolato. Il 30 luglio 2021, dopo un periodo al Motown, è passato al Maryland Bobcats, club in cui ha militato fino al termine della stagione.

### Nazionale
Nato in Camerun e cittadino americano dal 2013, ha ricevuto una prima convocazione dalla selezione camerunense nel novembre 2015, senza tuttavia scendere in campo. Nel gennaio 2016 è stato convocato dalla nazionale statunitense. Il 31 gennaio 2016 ha debuttato con la Nazionale statunitense nell'amichevole Stati Uniti-Islanda (3-2), subentrando a Jermaine Jones al minuto 71. Nel marzo 2016 ha accettato la convocazione della Nazionale camerunense. Il debutto con il Camerun è avvenuto il 26 marzo 2016, in Camerun-Sudafrica (2-2), gara in cui ha sostituito Georges Mandjeck all'inizio del secondo tempo. Ha totalizzato, con la maglia del Camerun, due presenze.

## Statistiche

### Presenze e reti nei club
| Stagione                  | Squadra                   | Campionato                | Campionato | Campionato | Coppe nazionali | Coppe nazionali | Coppe nazionali | Coppe continentali | Coppe continentali | Coppe continentali | Altre coppe | Altre coppe | Altre coppe | Totale | Totale | Totale |
| Stagione                  | Squadra                   | Comp                      | Pres       | Reti       | Comp            | Pres            | Reti            | Comp               | Pres               | Reti               | Comp        | Pres        | Reti        | Pres   | Reti   |        |
| ------------------------- | ------------------------- | ------------------------- | ---------- | ---------- | --------------- | --------------- | --------------- | ------------------ | ------------------ | ------------------ | ----------- | ----------- | ----------- | ------ | ------ | ------ |
| 2010                      | N.Y. Red Bulls            | MLS                       | 27         | 1          | USOC            | 1               | 0               | -                  | -                  | -                  | -           | -           | -           | 28     | 1      |        |
| gen.-mar. 2011            | N.Y. Red Bulls            | MLS                       | 2          | 0          | USOC            | 0               | 0               | -                  | -                  | -                  | -           | -           | -           | 2      | 0      |        |
| Totale New York Red Bulls | Totale New York Red Bulls | Totale New York Red Bulls | 29         | 1          |                 | 1               | 0               |                    | -                  | -                  |             | -           | -           | 30     | 1      |        |
| apr.-lug. 2011            | Toronto FC                | MLS                       | 13         | 1          | CC              | 4               | 0               | -                  | -                  | -                  | -           | -           | -           | 17     | 1      |        |
| lug.-dic. 2011            | Columbus Crew             | MLS                       | 0+1        | 0+0        | USOC            | 0               | 0               | -                  | -                  | -                  | -           | -           | -           | 1      | 0      |        |
| 2012                      | Columbus Crew             | MLS                       | 22         | 2          | USOC            | 0               | 0               | -                  | -                  | -                  | -           | -           | -           | 22     | 2      |        |
| 2013                      | Columbus Crew             | MLS                       | 22         | 0          | USOC            | 1               | 0               | -                  | -                  | -                  | -           | -           | -           | 23     | 0      |        |
| 2014                      | Columbus Crew             | MLS                       | 33+2       | 0+1        | USOC            | 1               | 0               | -                  | -                  | -                  | -           | -           | -           | 36     | 1      |        |
| 2015                      | Columbus Crew             | MLS                       | 32+5       | 5+0        | USOC            | 2               | 0               | -                  | -                  | -                  | -           | -           | -           | 39     | 5      |        |
| 2016                      | Columbus Crew             | MLS                       | 21         | 1          | USOC            | 2               | 0               | -                  | -                  | -                  | -           | -           | -           | 23     | 1      |        |
| Totale Columbus Crew      | Totale Columbus Crew      | Totale Columbus Crew      | 138        | 4          |                 | 6               | 0               |                    | -                  | -                  |             | -           | -           | 144    | 4      |        |
| 2017                      | Vancouver Whitecaps       | MLS                       | 27+2       | 4+0        | USOC            | 0               | 0               | CCL                | 1                  | 0                  | -           | -           | -           | 30     | 4      |        |
| feb.-ago. 2018            | Chicago Fire              | MLS                       | 13         | 1          | USOC            | 3               | 0               | -                  | -                  | -                  | -           | -           | -           | 16     | 1      |        |
| ago.-dic. 2019            | FC Edmonton               | CPL                       | 5          | 0          | CC              | 0               | 0               | -                  | -                  | -                  | -           | -           | -           | 5      | 0      |        |
| mag.-lug. 2021            | Motown                    | USLLT                     | ?          | ?          | -               | -               | -               | -                  | -                  | -                  | -           | -           | -           | ?      | ?      |        |
| lug.-dic. 2021            | Maryland Bobcats          | NISA                      | 2          | 0          | -               | -               | -               | -                  | -                  | -                  | -           | -           | -           | 2      | 0      |        |
| Totale carriera           | Totale carriera           | Totale carriera           | 229+       | 11+        |                 | 14              | 0               |                    | 1                  | 0                  |             | -           | -           | 244+   | 11+    |        |

### Cronologia presenze e reti in nazionale

#### USA
| Cronologia completa delle presenze e delle reti in nazionale ― Stati Uniti | Cronologia completa delle presenze e delle reti in nazionale ― Stati Uniti | Cronologia completa delle presenze e delle reti in nazionale ― Stati Uniti | Cronologia completa delle presenze e delle reti in nazionale ― Stati Uniti | Cronologia completa delle presenze e delle reti in nazionale ― Stati Uniti | Cronologia completa delle presenze e delle reti in nazionale ― Stati Uniti | Cronologia completa delle presenze e delle reti in nazionale ― Stati Uniti | Cronologia completa delle presenze e delle reti in nazionale ― Stati Uniti |
| Data                                                                       | Città                                                                      | In casa                                                                    | Risultato                                                                  | Ospiti                                                                     | Competizione                                                               | Reti                                                                       | Note                                                                       |
| -------------------------------------------------------------------------- | -------------------------------------------------------------------------- | -------------------------------------------------------------------------- | -------------------------------------------------------------------------- | -------------------------------------------------------------------------- | -------------------------------------------------------------------------- | -------------------------------------------------------------------------- | -------------------------------------------------------------------------- |
| 31-1-2016                                                                  | Carson                                                                     | Stati Uniti                                                                | 3 – 2                                                                      | Islanda                                                                    | Amichevole                                                                 | -                                                                          | 71’                                                                        |
| Totale                                                                     |                                                                            | Presenze                                                                   | 1                                                                          |                                                                            | Reti                                                                       | 0                                                                          |                                                                            |

#### Camerun
| Cronologia completa delle presenze e delle reti in nazionale ― Camerun | Cronologia completa delle presenze e delle reti in nazionale ― Camerun | Cronologia completa delle presenze e delle reti in nazionale ― Camerun | Cronologia completa delle presenze e delle reti in nazionale ― Camerun | Cronologia completa delle presenze e delle reti in nazionale ― Camerun | Cronologia completa delle presenze e delle reti in nazionale ― Camerun | Cronologia completa delle presenze e delle reti in nazionale ― Camerun | Cronologia completa delle presenze e delle reti in nazionale ― Camerun |
| Data                                                                   | Città                                                                  | In casa                                                                | Risultato                                                              | Ospiti                                                                 | Competizione                                                           | Reti                                                                   | Note                                                                   |
| ---------------------------------------------------------------------- | ---------------------------------------------------------------------- | ---------------------------------------------------------------------- | ---------------------------------------------------------------------- | ---------------------------------------------------------------------- | ---------------------------------------------------------------------- | ---------------------------------------------------------------------- | ---------------------------------------------------------------------- |
| 26-3-2016                                                              | Limbé                                                                  | Camerun                                                                | 2 – 2                                                                  | Sudafrica                                                              | Qual. Coppa d'Africa 2017                                              | -                                                                      | 46’                                                                    |
| 6-9-2016                                                               | Limbé                                                                  | Camerun                                                                | 2 – 1                                                                  | Gabon                                                                  | Amichevole                                                             | -                                                                      | 52’                                                                    |
| Totale                                                                 |                                                                        | Presenze                                                               | 2                                                                      |                                                                        | Reti                                                                   | 0                                                                      |                                                                        |

## Palmarès

### Club

#### Competizioni nazionali
- Canadian Championship: 1

Toronto FC: 2011